# Mikel Villanueva
Mikel Villanueva (San Cristóbal, 14 april 1993) is een Venezolaans voetballer die speelt als verdediger.

## Interlandcarrière
Onder leiding van bondscoach Noel Sanvicente maakte Villanueva zijn debuut voor Venezuela op 2 februari 2016 in de vriendschappelijke interland tegen Costa Rica (1-0) in Barinas, net als José Contreras (Deportivo Táchira) en Luis González (Mineros de Guayana). Het enige doelpunt in die wedstrijd kwam op naam van verdediger Wilker Ángel.
1 Roberto ·
2 Miquel ·
3 González ·
4 Hernández ·
5 Rolón ·
6 Kuzmanović ·
7 Iturra ·
8 Adrián ·
9 Borja ·
10 Juanpi ·
11 Castro ·
12 Ideye ·
13 Prieto ·
14 Recio  ·
15 Ricca ·
16 Peñaranda ·
17 Success ·
18 Rosales ·
19 Bueno ·
20 Keko ·
21 Samu García ·
22 Lestienne ·
23 Torres ·
24 Rolán ·
25 Lacen ·
26 En-Nesyri ·
27 Robles ·
29 Soler ·
Coach: González